# Piper sarasinorum
Piper sarasinorum är en pepparväxtart som beskrevs av C. Dc.. Piper sarasinorum ingår i släktet Piper och familjen pepparväxter. Inga underarter finns listade i Catalogue of Life.